# Шестой конгресс Коммунистического интернационала
Шестой конгресс Коммунистического интернационала проходил в Москве с 17 июля по 1 сентября 1928 года. В работе Конгресса участвовало 515 делегатов от 65 организаций (в том числе от 50 компартий) из 57 стран. Приняв теорию «третьего периода», конгресс провозгласил социал-демократию «социал-фашизмом».

## Общая оценка политической конъюнктуры
Конгресс отметил приближение нового («третьего») периода в революционном развитии мира после Октябрьской революции — периода резкого обострения всех противоречий капитализма, характеризующегося надвигающимся мировым экономическим кризисом, нарастанием классовой борьбы и новым подъёмом освободительного движения в колониальных и зависимых странах. В связи с этим конгресс утвердил намеченную 9-м пленумом ИККИ (февраль 1928) тактику, выражавшуюся формулой «класс против класса».

## Тезис осоциал-фашизме
Конгресс развил принятую Пятым конгрессом (1924) стратегическую установку, согласно которой в связи с возникшим в капиталистических странах левым поворотом масс коммунистам там противостоят две в одинаковой степени враждебные политические силы: открыто реакционная (фашизм) и демократически-реформистская (социал-демократия). В соответствии с этим отвергалась возможность союза коммунистов с социал-демократическими партиями в совместных политических выступлениях и в предвыборных блоках. Особо подчёркивалась опасность деятельности вождей «левого крыла» социал-демократии.
Тезис о социал-фашизме в целом был поддержан съездом, против него выступила лишь малая часть делегатов, в частности, итальянская делегация во главе с П. Тольятти.
Хотя тезис и не вошёл в принятую Конгрессом программу Коминтерна, положения о том, что социал-демократия в наиболее критические для капитализма моменты играет нередко фашистскую роль, её идеология во многих пунктах соприкасается с фашистской были отражены в ряде документов съезда.

## Программа и Устав
Конгресс принял Программу и Устав Коммунистического Интернационала, где говорилось, что эта организация представляет собой «единую мировую коммунистическую партию».
Основную работу над проектом новой Программы по поручению Политбюро ЦК ВКП(б) провёл Н. Бухарин. После обсуждения его в Политбюро и последующей доработки проект был внесен в ИККИ и 25 мая опубликован для обсуждения. В ходе подготовки И.Сталин внёс ряд существенных поправок в текст Программы, делавших её более «левой». В Программе закреплялись жёсткая централизация руководства коммунистическими партиями и требование «международной коммунистической дисциплины», которая должна выражаться «в безусловном выполнении всеми коммунистами решений руководящих органов Коммунистического Интернационала». Поддержка Конгрессом линии Сталина укрепила его линию в борьбе против «правых» тенденций, в частности против Бухарина.
Согласно Уставу, в каждой стране могла существовать только одна компартия, называвшаяся секцией Коминтерна. Устав предполагал обязательность строгой международной партийной дисциплины и безотлагательного исполнения постановлений Коминтерна. Секции имели право обжаловать решения ИККИ на Всемирном конгрессе, однако до отмены конгрессом решений секции не освобождались от обязанности их выполнения. Было принято решение о расширении Исполкома Коминтерна с тем, чтобы в его состав вошли в качестве членов или кандидатов представители всех секций, объединенных в Коминтерн. Согласно Уставу, были расширены правах уполномоченных ИККИ в отдельных секциях Коминтерна.